# Noc vrahů
Noc vrahů (v originále La noche de los asesinos) je divadelní hra kubánského spisovatele José Triany z roku 1965. Premiéra proběhla v roce 1966. Hra získala v roce 1966 cenu Casa de las Américas a je považována za jednu z nejvýznamnějších latinskoamerických her dvacátého století.

## Osoby
- Lalo
- Cuca
- Beba

## Uvedení v Česku
- 1971 Divadlo Maringotka Praha, premiéra 10. března  1971. překlad: Ivana Vadlejchová, režie: Tomáš Kulík (j.h.), výprava: Karel Marx (j.h.); výtvarník masek: Rudolf Kurel (j.h.); kostýmy: Marie Tomešová. Hráli Lalo: Milan Livora, Beba: Alena Hesounová, Cuca: Hana Frejková.[3]
- 1971 Divadlo DISK, premiéra: 30. září 1971 překladatelka: Liliana Grubački; úprava: Helena Weltmanová, režisér: Gori Muňoz, výprava: Jiří Frič, hudba: Václav Hálek. Hráli: Lenka Machoninová; Eva Trejtnarová; Tomáš Töpfer.[4]
- 1985 absolventské představení DAMU, překlad: Lilian Grubačky, režie: Oldřich Kužílek, scéna a kostýmy: Jan Tobola, hudba: Michael Kocáb; hráli: Lalo: Martin Dejdar, Cuca: Karolína Frýdecká, Beba: Barbora Hrzánová, pedagogické vedení: Ladislav Vymětal, Jarmila Konečná, Albert Pražák, Jarmila Krulišová, Regina Rázlová, František Němec, Jaroslav Satoranský.[5]
- 2011 Divadlo Na Rejdišti, premiéra 4. listopadu 2011, derniéra 18. června 2012, režie: Adam Doležal, hráli: Marek Helma, Michaela Doubravová, Monika Timková, studenti 6. ročníku hudebně dramatického oddělení Pražské konzervatoře [6]

## Česká vydání
- 1970 - Noc vrahů překlad: Ivana Vadlejchová, Praha : Dilia
- 1975 - Noc vrahů překlad: Liliana Grubački, Praha : Dilia